# Pokój Amesa

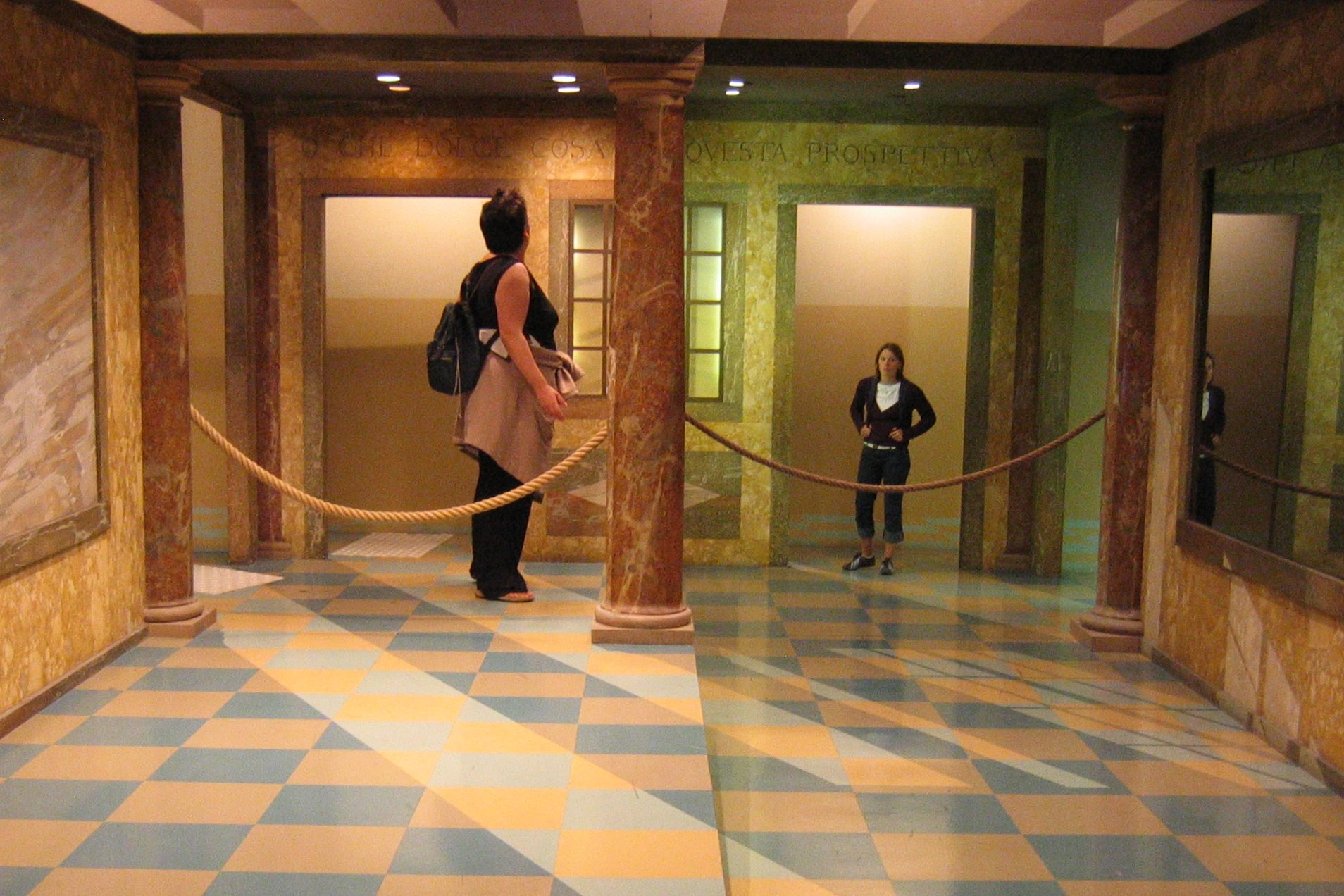
Pokój Amesa w paryskim Cité des Sciences et de l’Industrie

Pokój Amesa – rodzaj pomieszczenia, w którym, dzięki specyficznemu układowi ścian, powstaje złudzenie optyczne.
Z zewnątrz pomieszczenie wygląda jak „normalny” prostokątny pokój, ale w rzeczywistości pomieszczenie ma kształt trapezu. Dla zewnętrznego obserwatora osoba stojąca w odległym kącie pokoju (duże czerwone koło) wydaje się być dużo mniejsza od osoby stojącej w bliższym kącie pokoju (zielone koło), choć w rzeczywistości osoby te są tej samej (w przybliżeniu) wielkości.
Efekt „pokoju Amesa” używany był w wielu filmach, aby stworzyć złudzenie różnicy wielkości pomiędzy różnymi postaciami (np. w filmie Charlie i fabryka czekolady czy w trylogii Władca Pierścieni).